# Bhután az 1996. évi nyári olimpiai játékokon
Bhután az egyesült államokbeli Atlantában megrendezett 1996. évi nyári olimpiai játékok egyik részt vevő nemzete volt. Az országot az olimpián 1 sportágban 2 sportoló képviselte, akik érmet nem szereztek.

## Íjászat
Férfi
| Versenyző       | Versenyszám | Selejtező | Selejtező | 64-es főtábla                                  | 32-es főtábla     | Nyolcaddöntő      | Negyeddöntő       | Elődöntő          | Döntő             | Helyezés |
| Versenyző       | Versenyszám | Pont      | Kiemelt   | Ellenfél Eredmény                              | Ellenfél Eredmény | Ellenfél Eredmény | Ellenfél Eredmény | Ellenfél Eredmény | Ellenfél Eredmény | Helyezés |
| --------------- | ----------- | --------- | --------- | ---------------------------------------------- | ----------------- | ----------------- | ----------------- | ----------------- | ----------------- | -------- |
| Jubzang Jubzang | Egyéni      | 643       | 49.       | Sztanyiszlav Zabrodszkij (UKR) (16.) · 156–156 | kiesett           | kiesett           | kiesett           | kiesett           | kiesett           | 48.      |

Női
| Versenyző   | Versenyszám | Selejtező | Selejtező | 64-es főtábla                          | 32-es főtábla     | Nyolcaddöntő      | Negyeddöntő       | Elődöntő          | Döntő             | Helyezés |
| Versenyző   | Versenyszám | Pont      | Kiemelt   | Ellenfél Eredmény                      | Ellenfél Eredmény | Ellenfél Eredmény | Ellenfél Eredmény | Ellenfél Eredmény | Ellenfél Eredmény | Helyezés |
| ----------- | ----------- | --------- | --------- | -------------------------------------- | ----------------- | ----------------- | ----------------- | ----------------- | ----------------- | -------- |
| Ugyen Ugyen | Egyéni      | 580       | 60.       | Olena Szadovnicsa (UKR) (5.) · 126–153 | kiesett           | kiesett           | kiesett           | kiesett           | kiesett           | 63.      |